# Watertoren (Stadskanaal)
De watertoren van Stadskanaal is ontworpen door architect ir. H.F. Mertens en in 1935 gebouwd.
De toren heeft een hoogte van 42,76 meter en de basis staat op +7,10 NAP. De toren heeft een waterreservoir met een inhoud van 900 m³. De toren bestaat uit 566 000 stenen en 625 m² beton.
De technische constructie is van de Waprog en de uiterlijke vormgeving is ontworpen door ir. H.F. Mertens, die de watertoren een uiterlijk gaf in de stijl van de Amsterdamse School, waarin rode bakstenen overheersen. Mertens ontwierp ook de watertorens in Bilthoven (1926) en Soest (1926). Hij baseerde zich in die ontwerpen op werk uit 1912 van Michel de Klerk. De toren lijkt veel op de watertoren van Oude Pekela (1938) die eveneens van zijn hand is.
De reden van de bouw van een watertoren in Stadskanaal was dat het drinkwater uit het veel lager gelegen Onnen afkomstig was en dat daarvoor een lange leiding nodig was. Bovendien zou het water verder gepompt moeten worden naar Ter Apel en Musselkanaal. Door de bouw van de toren waren er minder krachtige pompen nodig, konden de leidingen minder dik zijn en konden met behulp van het reservoir boven in de toren verschillen in waterverbruik worden opgevangen. Na enkele decennia werd de toren overbodig. In 1993 werd de toren geplaatst op de lijst van gemeentelijke monumenten en in 1994 werd de gemeente Stadskanaal eigenaar van de toren. Sinds 2005 zijn zowel het naastgelegen Huize Ter Marse als de watertoren van Stadskanaal erkend als rijksmonument.
De toren was in gebruik als uitkijktoren met 208 treden. Vanaf de uitkijktoren is bij goed weer onder andere de Martinitoren en het Gasuniegebouw in Groningen te zien. De watertoren is in 2018 verkocht aan particulieren. De toren krijgt een horecafunctie.